# Four Horns and a Lush Life
Four Horns and a Lush Life – album amerykańskich jazzmanów złożony z nagrań grupy muzyków, którym na tej sesji przewodził
Russ Garcia jako dyrygent i aranżer. Nagrania zarejestrowano 14 listopada 1955 w Los Angeles. LP ukazał się w 1956 nakładem wydawnictwa Bethlehem (BCP 46), ale naklejki na winylowej płycie podają inny niż na okładce tytuł płyty
oraz wykonawcę, a mianowicie Four Trombones – Russ Garcia Orchestra. Na okładce reedycji (identyczna zawartość) z 1978, a wydanej przez Bethlehem (BCP 6044) widnieje: RUSS GARCIA with Maynard Ferguson – I'll Never Forget What's Her Name.
Album ten jest często klasyfikowany jako dzieło Franka Rosolino (na okładce pierwszego z listy wykonawców). W 2000 japońska EMI (TOCJ-62052) wydała reedycję na CD: Frank Rosolino - Four Horns and a Lush Life.

## Muzycy
- Maynard Ferguson – puzon
- Herbie Harper – puzon
- Tommy Pederson – puzon
- Frank Rosolino – puzon
- Dick Houlgate – saksofon barytonowy
- Marty Paich – fortepian
- Red Mitchell – kontrabas
- Stan Levey – perkusja
- Russ Garcia – aranżer, dyrygent

## Lista utworów
Strona A
| 1. | "I'll Never Forget What's Her Name" (Russell Garcia)    | 3:20  |
|    |                                                         |       |
| 2. | "But Beautiful" (Johnny Burke, James Van Heusen)        | 2:17  |
|    |                                                         |       |
| 3. | "Dancing on the Ceiling" (Richard Rodgers, Lorenz Hart) | 3:09  |
|    |                                                         |       |
| 4. | "The Boy Next Door" (Hugh Martin)                       | 2:37  |
|    |                                                         |       |
| 5. | "Just One of Those Things" (Cole Porter)                | 4:06  |
|    |                                                         |       |
| 6. | "Zigeuner" (Noël Coward)                                | 2:55  |
|    |                                                         |       |
|    |                                                         | 18:24 |
|    |                                                         |       |
Strona B
| 7.  | "Limehouse Blues" (Philip Braham, Douglas Furber)                 | 3:04  |
|     |                                                                   |       |
| 8.  | "Lush Life" (Billy Strayhorn)                                     | 2:07  |
|     |                                                                   |       |
| 9.  | "Lover, Come Back to Me" (Oscar Hammerstein II, Sigmund Romberg ) | 5:36  |
|     |                                                                   |       |
| 10. | "Ramona" (L. Wolfe Gilbert, Mabel Wayne)                          | 2:40  |
|     |                                                                   |       |
| 11. | "Someone to Watch over Me" (George Gershwin, Ira Gershwin)        | 2:31  |
|     |                                                                   |       |
| 12. | "What Is This Thing Called Love?" (Cole Porter)                   | 3:04  |
|     |                                                                   |       |
|     |                                                                   | 19:02 |
|     |                                                                   |       |

## Informacje uzupełniające
- Inżynier dźwięku – Val Valentin
- Projekt okładki – Burt Goldblatt
- Zdjęcia – Stan Levey
- Omówienie płyty (liner notes) – Joe Quinn